# Ґліна (Томашовський повіт)
Гліна (пол. Glina) — село в Польщі, у гміні Жечиця Томашовського повіту Лодзинського воєводства.
Населення — 167 осіб (2011).
У 1975-1998 роках село належало до Пйотрковського воєводства.

## Демографія
Демографічна структура станом на 31 березня 2011 року:
|          | Загалом | Допрацездатний вік | Працездатний вік | Постпрацездатний вік |
| -------- | ------- | ------------------ | ---------------- | -------------------- |
| Чоловіки | 82      | 16                 | 54               | 12                   |
| Жінки    | 85      | 13                 | 48               | 24                   |
| Разом    | 167     | 29                 | 102              | 36                   |